# Koń pełnej krwi angielskiej

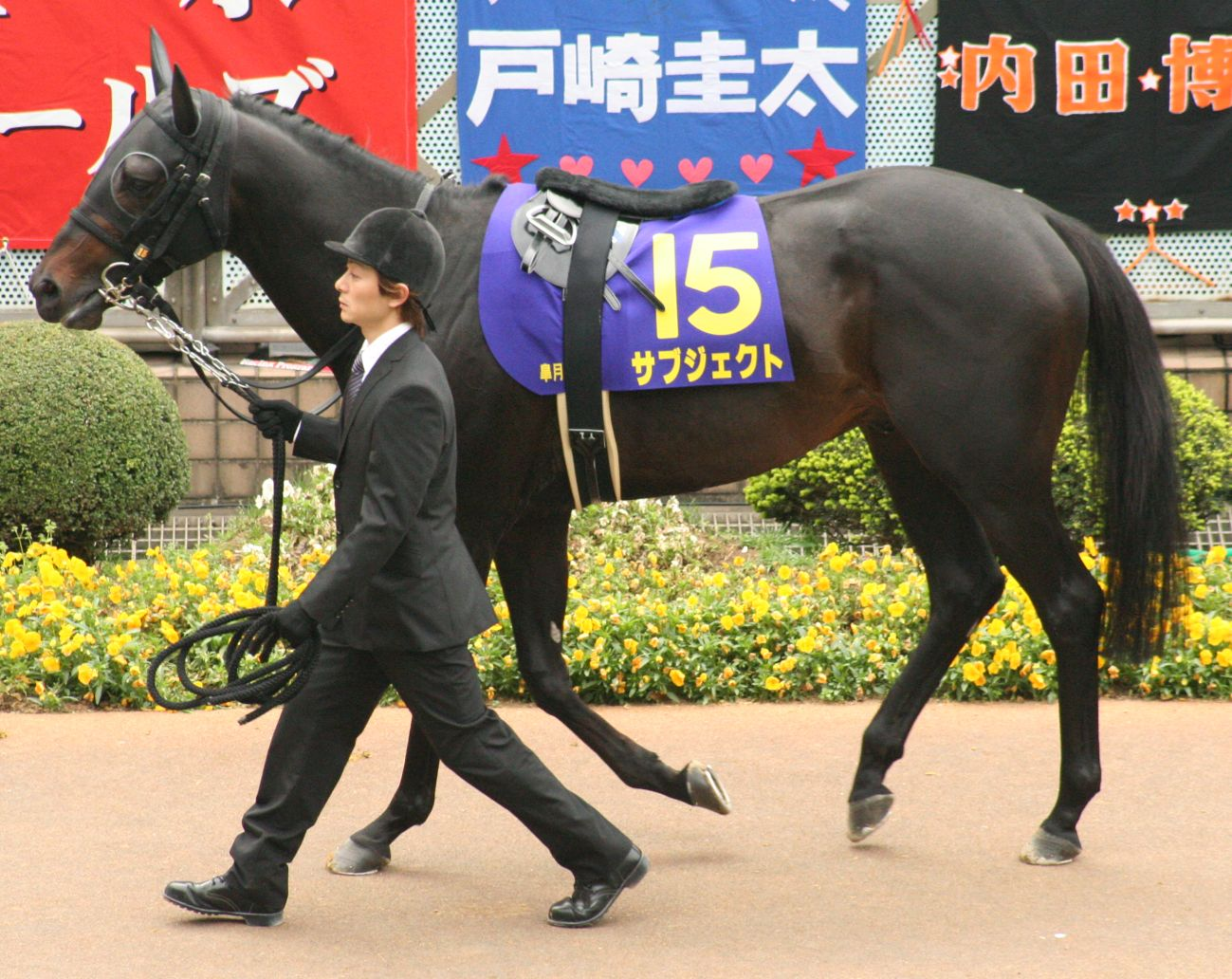
Kary koń wyścigowy pełnej krwi

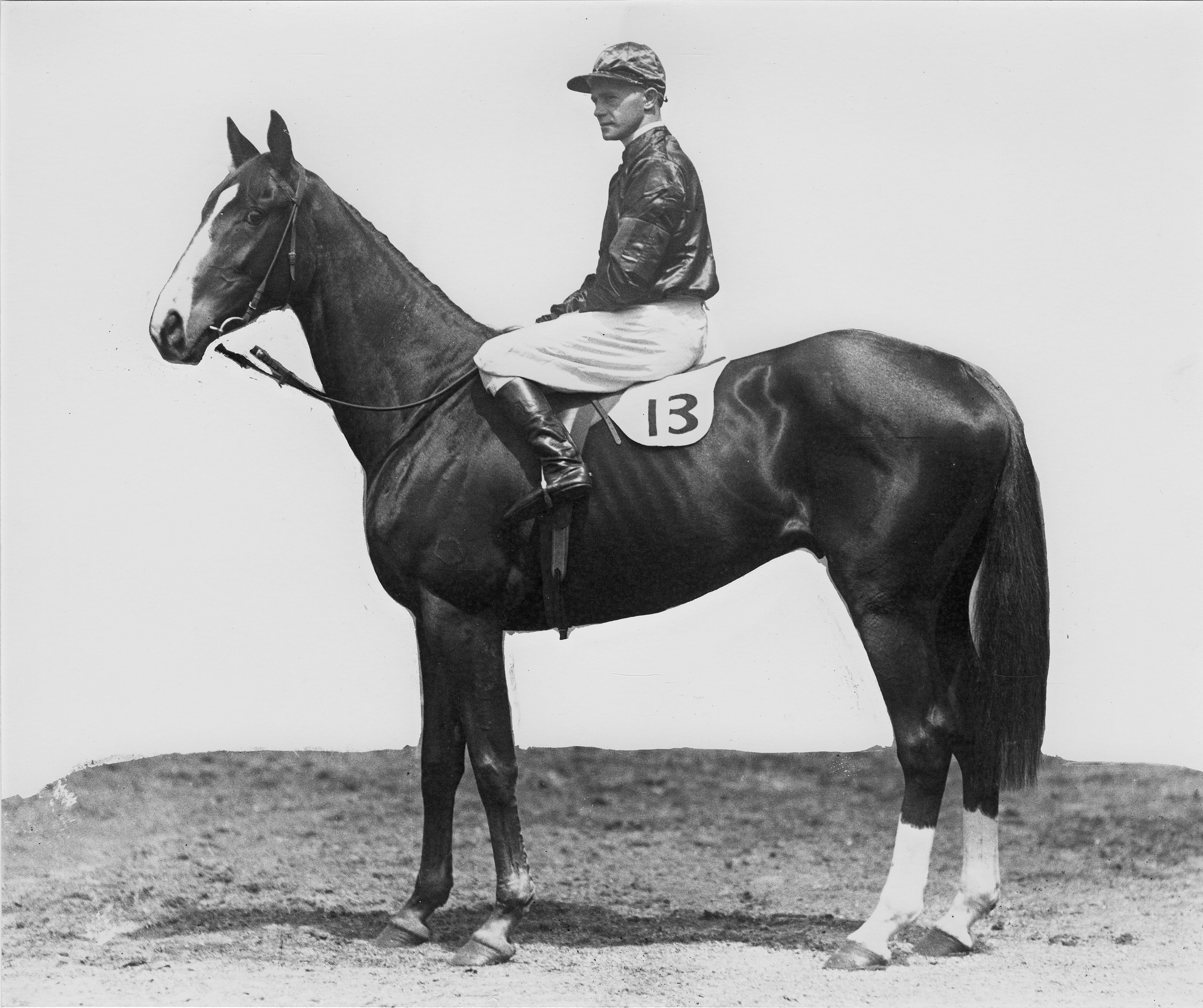
Koń wyścigowy pełnej krwi

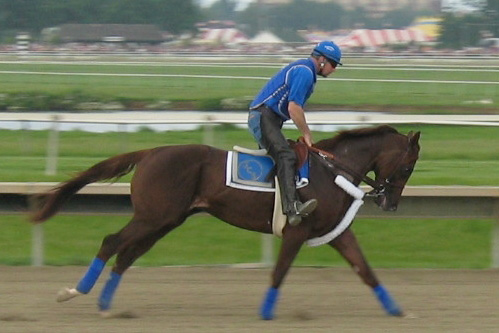
Koń pełnej krwi w ruchu

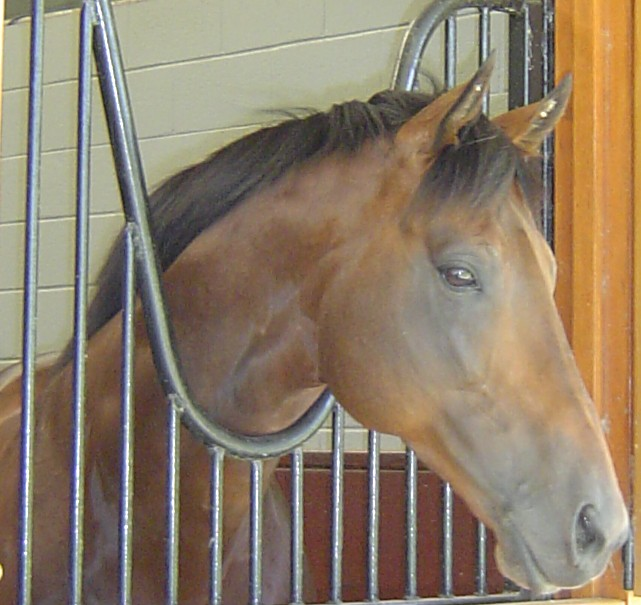
Głowa konia pełnej krwi

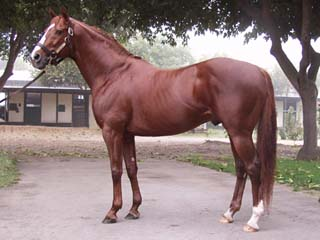
Koń pełnej krwi angielskiej

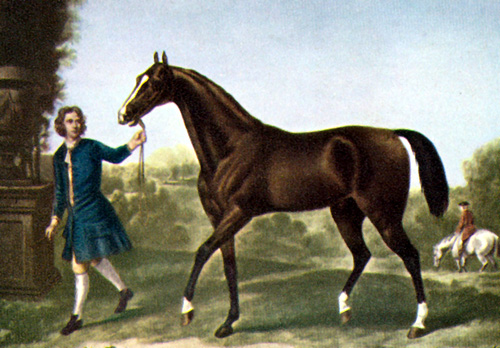
Darley Arabian

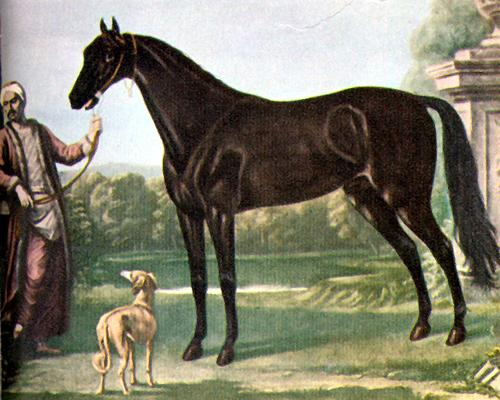
Byerley Turk

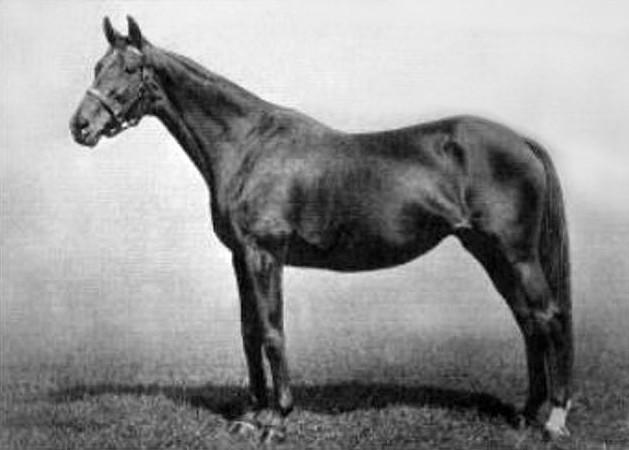
Klacz pełnej krwi angielskiej

Koń pełnej krwi w cwale

Koń pełnej krwi angielskiej – jedna z podstawowych ras koni gorącokrwistych pochodząca z Anglii. Potocznie nazywany „folblutem“ (z niem. Vollblüter – pełnej krwi) lub „anglikiem“. Obecnie są to najszybsze konie na świecie, a rasa rozpowszechniła się na całym globie, wywierając wielki wpływ na niemalże wszystkie rasy obecnie hodowanych koni sportowych. Konie te hodowane są głównie w Anglii, Irlandii, USA, Japonii i Francji
.
Często stosowane oznaczenie rasy: "xx". Napisy na tabliczkach imienia są czerwone.

## Pokrój, charakterystyka
Koń pełnej krwi angielskiej jest eleganckim koniem o najwyższej wartości hodowlanej, długich kończynach oraz sierści o delikatnym, krótkim włosie. Głowa jest mała lub średnia, sucha i zwykle o prostym profilu. Jest to koń sportowy o lekkiej budowie ciała. Jego cechą charakterystyczną jest skośnie położona łopatka, która umożliwia większą szybkość w galopie. Pęciny są długie, suche i elastyczne. Wysokość w kłębie wynosi ok. 150-170 cm. Występują wszystkie podstawowe rodzaje umaszczenia, najczęściej gniade i kasztanowate. 

Ze względu na sposób selekcji w hodowli, nastawiony głównie na dzielność konia i szybkość w galopie i cwale, a nie na cechy fizyczne, u rasy tej występują częste wady postawy. Konie z częstymi kontuzjami kończyn przednich. Ich wyścigowy temperament jest bardzo widoczny na otwartych przestrzeniach. Przy zakupie folbluta sprawdza się przede wszystkim jego drzewo genealogiczne a w drugiej linii jego budowę.

## Użytkowanie
- wyścigi płaskie
- wyścigi z przeszkodami
- skoki przez przeszkody
- ujeżdżenie
- WKKW
- steeplechase
- polo
- wzmocnienie / uszlachetnienie rozmaitych ras w hodowli

### Konie pełnej krwi na gonitwach
Konie pełnej krwi przede wszystkim wykorzystywane są do gonitw. Można wydzielić konie biegające na długie i krótkie dystanse, które różnią się od siebie budową. Sprinterzy to zwykle konie dobrze umięśnione, gdy konie biegające na długie dystanse zwykle są mniejsze i szczuplejsze. Rozmiar konia jest jednym z najważniejszych czynników dla hodowców, trenerów i potencjalnych kupców koni. Chociaż konie wyścigowe, które wygrywały zawody były w każdym przedziale wzrostowym od Zenyatty, która miała 175 cm w kłębie, przez ogiery Man’s War i Sekretariat, które miały 165 cm, po Hyperiona, który miał zaledwie 153,5 cm, najlepsze konie wyścigowe są zazwyczaj średniej wielkości. Duże konie dojrzewają później, ponadto przez większy ciężar są bardziej skłonne do kulawizny. Mniejsze konie są zaś uważane przez niektórych za postawione w gorszej sytuacji ze względu na ich krótszy wykrok. Pod względem historycznym konie pełnej krwi są coraz większe: w 1700 roku miały około 135 cm w kłębie, a w 1876 już 155 cm.
W 2007 w Stanach Zjednoczonych było 71 959 koni startujących w wyścigach, z których przeciętny brał udział w 6,33 gonitwach. W 2007 roku w Japonii było 23859 koni, które ścigały się 82 614 razy, wygrywając 857,446,268 dolarów amerykańskich. W Wielkiej Brytanii British Racing Authority podaje, że w wyścigach płaskich w 2007 r. startowało 8556 koni, a te ścigały się 60,081 razy w 5659 wyścigach. W Australii w 2016 roku w treningu było 35,235 koni, które ścigały się 182,868 razy, aby zdobyć w sumie 671,161,297 $.
Statystycznie mniej niż 50% wszystkich koni wyścigowych kiedykolwiek wygrało wyścig, a mniej niż 1% kiedykolwiek wygrało wyścig o stawkę tak dużą, jak Kentucky Derby lub Epsom Derby. Na konie, które nie wygrały jeszcze żadnego wyścigu mówi się maiden, czyli dziewica.
Konie po karierze wyścigowej, które nie nadają się do hodowli, stają się często zwierzętami domowymi czy towarzyszami innych zwierząt. Istnieje wiele organizacji, które pomagają koniom po wyścigach zmienić ich zastosowanie lub pomagają im znaleźć domy spokojnej starości.

## Historia, pochodzenie
Pierwsze konie wyścigowe sprowadzili na teren Brytanii Rzymianie. Wszystkie konie tej rasy selekcjonowane były także w czasach Tudorów i Stuartów w kierunku dzielności wyścigowej, tj. maksymalnej szybkości w cwale. Obecna rasa wywodzi się od ogierów orientalnych, które przybyły do Anglii w pierwszej połowie XVIII wieku. Były to: Godolphin Barb (Godolphin Arabian), Darley Arabian, Byerley Turk i Curwen Bay Barb. Wraz z 500 klaczami stworzyły trzon rasy. Prawdopodobnie na rozwój koni pełnej krwi miały wpływ także konie Irish Hobby. W roku 1793 angielski ród Weatherbych zarejestrował je w pierwszej księdze stadnej "General Stud Book". Wczesne zwierzęta tego typu stanowiły zapewne mieszankę koni hiszpańskich, neapolitańskich i berberyjskich z domieszką krwi irish hobby (poprzednika connemary) oraz innych miejscowych kuców.

### Godolphin Arabian
Ogier założycielski Godolphin (Barb) Arabian należał do koni berberyjskich, a nie arabskich. Przybył do Anglii w 1728 r. z Maroka lub z Paryża. Od roku 1730 był używany jako ogier-próbnik w stadninie lorda Godolphina w Cambridgeshire. Właśnie tutaj ogier Hobglobin miał być wyswatany z klaczą Roxana, lecz gdy ze stanówki nic nie wyszło, w jego zastępstwie do krycia został dopuszczony Godolphin. Tak w roku 1731 narodził się ogier Lath, który zajmował poczesne miejsce w czołówce koni wyścigowych, podobnie jak Flying Childers i Cade. Ten ostatni był ojcem ogiera Matchema, urodzonego w 1748 r., który wywarł znaczący wpływ na rozwój rasy. W ten właśnie sposób za sprawą ogierów Heroda, Eclipse'a i Matchema powstały 3 wielkie linie w obrębie rasy. Czwartą liczącą się linię stworzył Highflyer – syn Heroda. Oczywiście w hodowli brały udział także inne znane ogiery, m.in. Unknown Arabian, Helmsley Turk, Lister Turk i Darcy's Chestnut. Po roku 1770 zrezygnowano już z dalszych domieszek czystej krwi arabskiej. W następnych latach miały miejsce ważne wydarzenia – w 1750 r. został stworzony Jockey Club – ciało kierujące oraz rządzące wyścigami na Wyspach Brytyjskich, a w 1773 r. Jamesa Weatherby mianowano nadzorcą księgi kryć należącej do Jockey Club. Z kolei w 1791 r. opublikowano wstęp do Generalnej Księgi Stadnej ("General Stud Book"). Pierwszy jej tom został wydany w 1808 r., a kolejne są regularnie publikowane do dzisiaj.
Niezwykle romantyczne legendy otaczają Godolphina Barba, który podobno, nim odkryto jego wartość jako reproduktora, służył jako koń roboczy.

### Darley Arabian
Ogier założycielski Darley Arabian sprowadzony został do Anglii z Aleppo w 1704 r., na początku panowania królowej Anny Stuart. Jemu właśnie przypisuje się powstanie nowej ery hodowli koni na wyspach brytyjskich. Stał w stadninie w East Yorkshire i dziś uznaje się go za najbardziej znaczącego protoplastę rasy. Skojarzenie go z klaczą Betty Leedes, pochodzącą z linii Leedes Arabian, zaowocowało narodzeniem Devonshire'a Flyinga Childersa – jednego z najszybszych koni w tym czasie. Ta sama klacz urodziła jeszcze Bleedinga lub Barlettsa Childersa, który z kolei był ojcem Squirta. Ten spłodził ogiera Marske – ojca sławnego Eclipse'a – najsławniejszego konia wyścigowego wszech czasów (nigdy nie przegrał na torze).

### Byerley Turk
Ogier założycielski Byerley Turk został zdobyty podczas bitwy z Turkami i używany był jako wierzchowiec przez kapitana Byerleya podczas wojen irlandzkich prowadzonych przez króla Williama. W 1690 przeszedł na emeryturę i został umieszczony w stadninie County Durham. Prawdopodobnie koń ten, często uważany za araba, miał pochodzenie turkmeńskie, należał zapewne do rasy achałtekińskiej. Był on ojcem ogiera Jigg, za sprawą którego w 1738 urodził się ogier Herod. Ten wybitny reproduktor zapoczątkował z kolei linię koni wyścigowych, które wygrały w sumie ponad 1000 gonitw.

### Standardy rasy
- General Stud Book – Standardy rasy w Wlk. Brytanii (ang.)
- The Jockey Club – Standardy rasy w USA (ang.)
- Australian Stud Book – Standardy rasy w Australii (ang.)

### Dodatkowe informacje
- Polski Związek Hodowców Koni Pełnej Krwi Angielskiej
- Polska Baza Koni Wyścigowych
- Thoroughbred Bloodlines – Profile i rodowody historycznych koni wyścigowych (ang.)
- Thoroughbred Heritage: Historic Sires – Historyczne linie i profile potomków (ang.)
- The Racehorse – Wyścigi, konie hodowlane – angielska baza danych (ang.)
- National Thoroughbred Racing Association – Narodowe Stowarzyszenie Wyścigowych Koni Pełnej Krwi Angielskiej (ang.)
- Pochodzenie i genetyka koni pełnej krwi angielskiej (niem.)
- The Jockey Club – Rejestr koni pełnej krwi w USA, Kanadzie i Puerto Rico (ang.)